# Succió (medicina)

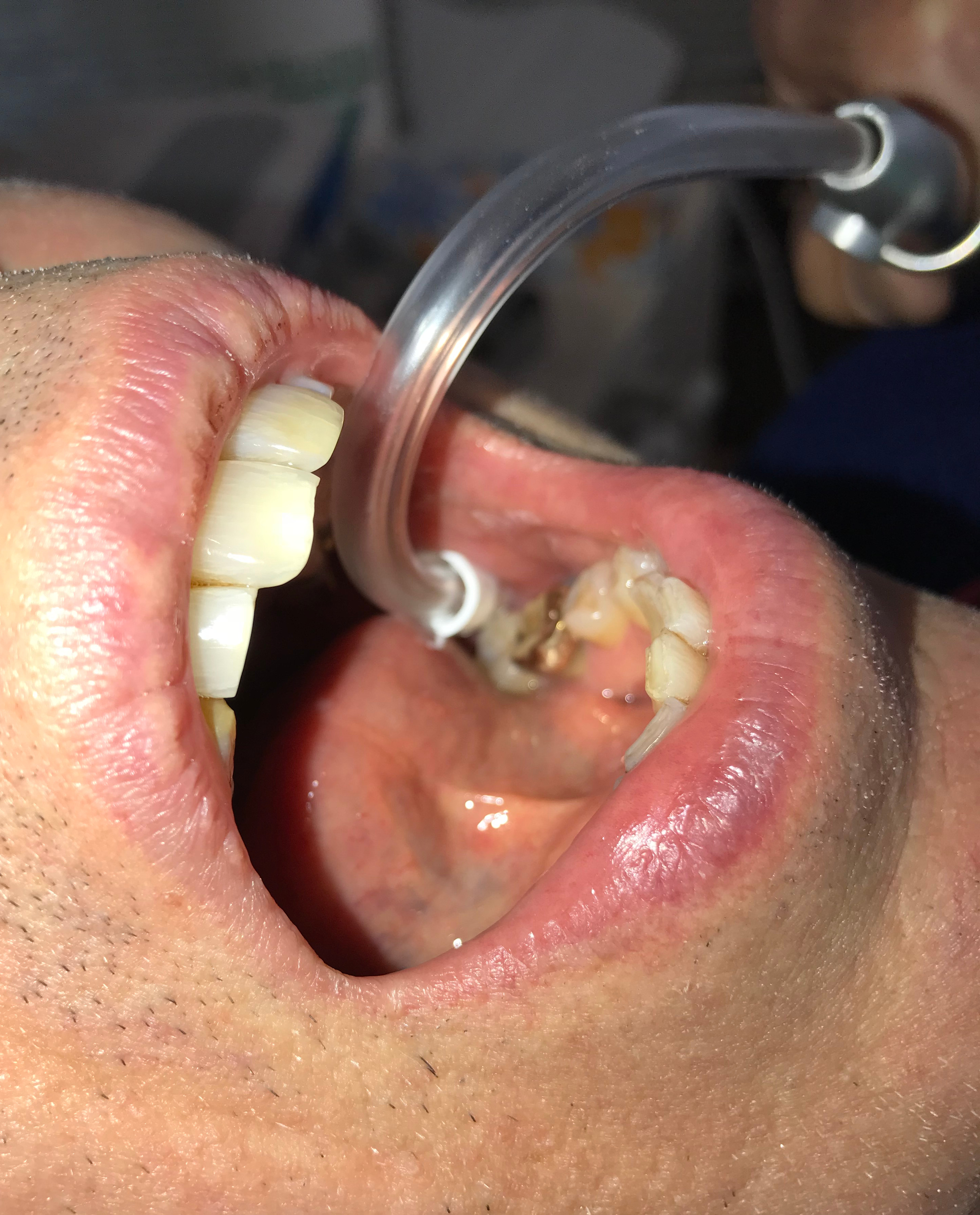
Succió de baix volum aplicada per un higienista dental o dentista per eliminar la saliva, l'aigua de reg, la sang i les partícules del camp de treball.

En medicina, de vegades són necessaris dispositius per crear succió. La succió es pot utilitzar per netejar les vies respiratòries de sang, saliva, vòmits o altres secrecions perquè el pacient pugui respirar. La succió pot prevenir l'aspiració pulmonar, eliminant líquids de les vies respiratòries, es facilita la respiració i es prevé el creixement de microorganismes. Els dispositius d'aspiració s'anomenen aspiradors.
A la cirurgia, la succió es pot utilitzar per eliminar la sang de la zona que s'opera per permetre als cirurgians veure i treballar-hi. La succió també es pot utilitzar per eliminar la sang que s'ha acumulat dins del crani després d'una hemorràgia intracranial.
Els dispositius d'aspiració poden ser bombes amb mecanismes accionats elèctricament o, rarament, de forma manual. En molts hospitals i altres centres sanitaris, la succió la proporcionen normalment connectors d'aspiració encastats a la paret, i connectats a un subministrament central de buit mèdic mitjançant un sistema de canonades. La punta dels aspiradors, que es connecten al dispositiu d'aspiració, és de plàstic, sigui rígid com la succió Yankauer o flexible.